# 成田光希
成田 光希（なりた こうき、1994年4月3日 - ）は、静岡県浜松市出身のサッカー選手。ポジションはFWおよびMF（ウイング）。

## 来歴
浜松開誠館高校を卒業後、四日市大学総合政策学部に進学。同大学在学中の2015年にドイツに渡って6部の1.FCブルッフザールでプレーをした経験がある。
2018年3月に同大学を卒業。同年12月、タイ・リーグ3のカムペーンペットFCと契約。
2019年7月10日、2019シーズン途中でタイ・リーグ4のウッタラディットFCに移籍。北地域リーグ優勝を経験した。
2020年6月23日、タイ・リーグ3のピッサヌロークFCに移籍。
2021年5月18日、タイ・リーグ2のコーンケンFCと契約。
2022年4月、台湾社会人甲級サッカーリーグの台中Futuroに完全移籍で加入をしたことが発表された。
2022年12月、タイ・リーグ2のラパチャFCに移籍。
2023年12月、タイ・リーグ3のメージョー・ユナイテッドFCに移籍。
2024年8月、ブータン・プレミアリーグのパロFCに移籍。

## 所属クラブ
- FCバロンドーラーズ
- 2007年 - 2009年 浜松市立江南中学校
- 2010年 - 2012年 浜松開誠館高校
- 2013年 - 2014年 四日市大学
- 2015年  1.FCブルッフザール（英語版）
- 2016年 - 2017年 四日市大学
- 2019年 - 同年7月  カムペーンペットFC（英語版）
- 2019年7月 - 2020年6月  ウッタラディットFC（英語版）
- 2020年6月 - 同年11月  ピッサヌロークFC
- 2021年5月 - 2022年3月  コーンケンFC
- 2022年4月 - 同年12月   台中Futuro
- 2023年 - 同年6月  ラパチャFC
- 2024年 - 同年6月  メージョー・ユナイテッドFC
- 2024年8月 -  パロFC